# Памятник Ф. Ф. Беллинсгаузену
Памятник Ф. Ф. Беллинсгаузену — памятник архитектуры. Расположен в Кронштадте, в Екатерининском парке.
Авторы памятника — скульптор И. Н. Шредер и архитектор И. А. Монигетти. Памятник был установлен в 1870 году.
Бронзовая скульптура изображает Беллинсгаузена опирающимся на декорированный фигурами дельфинов глобус, он стоит на гранитном пьедестале, украшенном в верхней части гербом Беллинсгаузенов. Надпись на расположенной на постаменте доске гласит: «Нашему полярному мореплавателю адмиралу Фаддею Фаддеевичу Беллингсгаузену отъ его почитателей и сослуживцевъ. MDCCCLXX».
Изначально предполагалось установить бюст. Начался сбор денег по подписке среди сослуживцев адмирала, и собранных средств хватило на полноценную статую. Первый эскиз памятника был создан А. П. Боголюбовым, скульптор Шредер при создании использовал литографированный портрет Беллинсгаузена. Отливку произвели на заводе А. Морана, постамент исполнили отец и сын Бариновы.